# Ilse Henar-Hewitt
Ilse Henar-Hewitt (Paramaribo, 3 mei 1922 - aldaar, 12 april 1996) was een Surinaams bestuurder en voorvechtster voor vrouwenrechten. Ze was tevens onderzoeker naar de Surinaamse kledingstukken koto en angisa en publiceerde hierover in 1987 een boek. Ze was actief in verschillende maatschappelijke organisaties.

## Biografie
Nadat ze de 8-jarige Graaf von Zinzendorf-mulo had afgerond ging Ilse Edwine Hewitt aan het werk. In deeltijd behaalde ze haar onderwijzersakte. Rond haar 21e trouwde ze met Lucien Robert Henar.
In de jaren 1950 werd ze actief voor de Surinaamse afdeling van de Young Women's Christian Association (YWCA); in de periode van 1967 tot 1985 stond ze als algemeen secretaris aan de leiding van deze organisatie. Tijdens haar bestuur groeide de vrouwenorganisatie uit tot de grootste van Suriname. De belangrijkste doelstellingen waren  het emanciperen en weerbaar maken van vrouwen. Ondertussen had ze van 1971 tot 1979 ook zitting in het internationale bestuur van de YWCA. Henar-Hewitt was verder sinds de oprichting lid van de Surinaamse afdeling van Soroptimist International.
In augustus 1986 werd ze door de waarnemend president van Suriname geïnstalleerd als lid van het Nationaal Instituut voor de Mensenrechten. Verder leidde ze het programma Ouderen helpen Ouderen van de interkerkelijke stichting Begi & Wroko. Nadat zij getroffen werd door een hartinfarct, richtte zij in 1988 mede de Hartvereniging Suriname op.
In haar vrije tijd deed ze onderzoek naar de  koto en angisa, kledingstukken die in Suriname zijn ontstaan en deel uitmaken van de Creools-Surinaamse klederdracht. Hiervoor deed ze veel onderzoek en reisde ze geregeld naar Para om haar kennis verder uit te breiden. Door middel van kotoshows deelde ze haar kennis over de kledingstukken en in 1987 publiceerde ze haar onderzoek in het boek Surinaamse koto's en angisa's, dat een standaardwerk is geworden.

## Familie
Haar moeder, Helen Hewitt-Weide, was een vroeg lid van de YWCA en moedigde haar aan om zich daar ook bij aan te sluiten. Zelf nam ze haar dochter Christine mee tijdens haar onderzoeksreizen naar Para en gaf de interesse voor de koto en angisa aan haar door. Haar dochter richtte in november 2009 het Koto Museum op in Paramaribo.

## Erkenning
Ilse Henar-Hewitt werd meermaals onderscheiden. In 1967 ontving ze de gouden eremedaille in de Orde van Oranje-Nassau en in 1993 werd ze onderscheiden als Officier in de Ere-Orde van de Palm. De stichting Ilse Henar-Hewitt Juridische Bijstand voor Vrouwen, in 1996 opgericht door de Nationale Vrouwenbeweging, is naar haar vernoemd. Postuum werd ze in 2019 geëerd met een plek op de Iconenkalender van NAKS.